# 흑해출격
《흑해출격》(Brave Young Girls)은 홍콩에서 제작된 금보 감독의 1988년 영화이다. 오시마 유카리 등이 주연으로 출연하였다.

## 출연

### 주연
- 오시마 유카리
- 혜영홍
- 성규안